# Charlestown (condado de Sullivan)
Charlestown es un lugar designado por el censo ubicado en el condado de Sullivan en el estado estadounidense de Nuevo Hampshire. En el Censo de 2010 tenía una población de 1.152 habitantes y una densidad poblacional de 516,6 personas por km².

## Geografía
Charlestown se encuentra ubicado en las coordenadas 43°14′14″N 72°25′24″O / 43.23722, -72.42333. Según la Oficina del Censo de los Estados Unidos, Charlestown tiene una superficie total de 2.23 km², de la cual 2.11 km² corresponden a tierra firme y (5.46%) 0.12 km² es agua.

## Demografía
Según el censo de 2010, había 1.152 personas residiendo en Charlestown. La densidad de población era de 516,6 hab./km². De los 1.152 habitantes, Charlestown estaba compuesto por el 97.66% blancos, el 0.09% eran afroamericanos, el 0.17% eran amerindios, el 0.43% eran asiáticos, el 0% eran isleños del Pacífico, el 0% eran de otras razas y el 1.65% pertenecían a dos o más razas. Del total de la población el 1.04% eran hispanos o latinos de cualquier raza.